# 丹生谷哲一
丹生谷 哲一（にうのや　てついち、1935年 -　）は、日本の歴史学者、大阪教育大学名誉教授。日本中世史専攻。

## 来歴
昭和10年（1935年）愛媛県八幡浜市生まれ。昭和33年（1958年）京都大学文学部史学科を卒業。その後、雲雀丘学園高校教諭、大阪教育大学教授を歴任、平成11年（1999年）定年を迎えて退任する。名誉教授の称号を授与。神戸女子大学教授。平成7年（1995年）著書の「日本中世の身分と社会」を出版した事で京大（京都大学）の文学博士となる。『検非違使』は中世（日本史の中世史）ブームの中で話題となった。

## 著書
- 『検非違使 中世のけがれと権力』（平凡社選書、1986年.12月、 のちに増補版が平凡社ライブラリーとして2008年に出版）
- 『日本中世の身分と社会』（塙書房 、1993年.2月）
- 『身分・差別と中世社会』（塙書房、2005年.6月）